# 13859 Fredtreasure
13859 Fredtreasure este un asteroid din centura principală de asteroizi.

## Descriere
13859 Fredtreasure este un asteroid din centura principală de asteroizi. A fost descoperit pe 13 decembrie 1999 la Fountain Hills (Arizona) de Charles W. Juels. Asteroidul prezintă o orbită caracterizată de o semiaxă mare de 2,80 ua, o excentricitate de 0,20 și o înclinație de 13,2° în raport cu ecliptica.